# 22. Sinfonie (Mozart)
Die Sinfonie C-Dur Köchelverzeichnis 162 komponierte Wolfgang Amadeus Mozart 1773 in Salzburg. Er war damals 17 Jahre alt. Nach der Alten Mozart-Ausgabe trägt die Sinfonie die Nummer 22.

## Allgemeines
Zwischen März 1773 und November 1774 schrieb Mozart in Salzburg die neun Sinfonien KV 184: März 1773 (ggf. bis Herbst 1773), KV 162: März oder April 1773, KV 199: April 1773, KV 181: Mai 1773, KV 182: Oktober 1773, KV 183: Oktober 1773, KV 201: April 1774,  KV 202: Mai 1774 und KV 200: November 1773 oder 1774.
Für wen oder welchen Anlass Mozart die Werke komponierte, ist unbekannt. Möglich ist, dass er sie für italienische Gönner gedacht hat oder sich mit der Gruppe in Hinblick auf eine Anstellung präsentieren wollte. Einige der Werke hat Mozart offenbar besonders geschätzt, da er sie im Jahr 1783 bei seinen Wiener Akademien nochmals aufführte. Da es jedoch unüblich war, alte Kompositionen dem Publikum zu präsentieren, musste er sie als neue Sinfonien herausgeben. Möglicherweise ist das der Grund, weshalb Mozart die Datierungen auf den Autographen durch Rasur und Schwärzung mit Tinte unleserlich machte (die Datierungen konnten mit moderner Technik teilweise rekonstruiert werden, bei KV 162 und KV 200 verbleiben Unsicherheiten).
Die Sinfonien KV 162, KV 181, KV 182, KV 184 und KV 199 sind dreisätzig und tragen bis auf KV 199 ouvertürenartige Züge (italienische Opernsinfonie), während KV 183, KV 200, KV 201 und KV 202 mit einem Menuett viersätzige Konzertsinfonien darstellen. Die vom 19. oder 29. März oder April 1773 datierte Sinfonie KV 162 zeigt typische Merkmale der Opernsinfonie / Ouvertüre: Ein dreisätziges, recht kurzes Werk mit durchlaufendem erstem Satz, pastoralem Mittelteil und einem „Kehraus“ als Finale. Weitere Kennzeichnen sind Fanfaren, Akkordmelodik und Forte-Piano – Kontraste. Werke dieser Art wurden z. B. am Anfang von Akademien (Konzerten) aufgeführt.

## Zur Musik
Besetzung: zwei Oboen, zwei Hörner in C, zwei Trompeten in C („trombe lunghe“ = lange Trompeten), zwei Violinen, Viola, Cello, Kontrabass. Zudem war es damals üblich, zur Verstärkung der Bassstimme Fagott und als Generalbass-Instrument Cembalo einzusetzen, entsprechendes gilt für die oft parallel mit Trompeten benutzten Pauken (jeweils sofern im Orchester vorhanden).
Aufführungszeit: ca. 8 bis 9 Minuten.
Bei den hier benutzten Begriffen der Sonatensatzform ist zu berücksichtigen, dass dieses Schema in der ersten Hälfte des 19. Jahrhunderts entworfen wurde (siehe dort) und von daher nur mit Einschränkungen auf die Sinfonie KV 162 übertragen werden kann. – Die hier vorgenommene Beschreibung und Gliederung der Sätze ist als Vorschlag zu verstehen. Je nach Standpunkt sind auch andere Abgrenzungen und Deutungen möglich.

### Erster Satz: Allegro assai
C-Dur, 4/4-Takt, 135 Takte
Die Audiowiedergabe wird in deinem Browser nicht unterstützt. Du kannst die Audiodatei herunterladen.
Der Satz beginnt als Fanfare im Forte des ganzen Orchesters (Tutti) mit einer charakteristischen Bassfigur aus gebrochenem C-Dur -Dreiklang über Tremolo und gehaltenen Akkorden der Bläser (Takt 1–2), gefolgt von einer mit Achtelpausen durchsetzten aufsteigenden Bewegung in Oboe, Horn und Viola. Dieses viertaktige Muster wird in der Dominante G-Dur und dann nochmals in der Tonika C-Dur wiederholt („erstes Thema“, Takt 1 bis 12). In Takt 13 ff. schließt sich ein Forte-Abschnitt an, der Verzierungsfloskeln, durch Tremolo unterlegte Unisonobewegung und wiederum fanfarenartige Akkordmelodik auf der Dominante G-Dur enthält. Das inzwischen gefestigte G-Dur wird am Ende dieser Passage durch drei kräftige Viertelschläge betont.
Das zweite Thema (Takt 32 ff.) besteht aus drei Motiven. Das erste Motiv im G-Dur-Piano kontrastiert zum bisherigen Satzverlauf: Die 2. Violine beginnt hier mit einer „tickenden“, abwärts gehenden Achtelbewegung, versetzt gefolgt von der 1. Violine. Diese Figur mündet in D-Dur – Akkorden (Doppeldominante). Das zweite Motiv bringt eine Verzierungsfloskel im G-Dur-Forte, das dritte eine absteigende Bewegung mit Akzenten. Motiv 2 und 3 werden jeweils zusammen wiederholt.
Gemäß diesem Muster aus Motiven, die einmal wiederholt werden, geht der Satz weiter: Takt 48 ff. bringt im Forte-Tutti eine Dreiklangsfigur mit Tremolo im Wechsel von G-Dur und D-Dur, Takt 52 ff. ein weiteres Motiv mit punktiertem Rhythmus. Ab Takt 60 setzt als Schlussgruppe nochmals das erste Thema an, nun aber in G-Dur. Das Thema endet „offen“ als Akkord ohne Basston, gefolgt von einer Generalpause mit Fermate.
Die kurze Durchführung (Takt 68 ff.) beginnt mit als Unisono-E, an das sich der Anfang vom zweiten Thema anschließt. Diese Kombination wird dann abwärts über Unisono-D und Unisono-C sequenziert. In Takt 80 setzt in der Subdominante F-Dur der Überleitungsabschnitt entsprechend Takt 13 ff. ein. Je nach Sichtweise kann entweder hier oder mit Beginn des zweiten Themas in Takt 99 die Reprise gesetzt werden, deren weiterer Verlauf entsprechend der Exposition gestaltet ist. Gemäß seinem ouvertürenhaften Charakter werden Exposition sowie Durchführung und Reprise nicht wiederholt.
Insgesamt erinnert der Satz etwas an eine „barock gefärbte Festmusik“, insbesondere bei Einspielungen mit Pauken.

### Zweiter Satz: Andantino grazioso
F-Dur, 2/4-Takt, 70 Takte, Trompeten und Pauken schweigen
Die Audiowiedergabe wird in deinem Browser nicht unterstützt. Du kannst die Audiodatei herunterladen.
Der Satz besteht aus der Abfolge von jeweils einmal (variiert) wiederholten Motiven und lässt sich in zwei Hauptteile gliedern.
Der erste Teil besteht aus fünf Motiven:
- Motiv 1 (Takt 1–4): zweitaktiges, sangliches Motiv mit aufsteigender Linie in den Streichern, Schlussfloskel mit Bläsern;
- Überleitung (Takt 4–8): abgesetzte Bewegung mit fallender Linie, Wechsel nach C-Dur;
- Motiv 2 (Takt 9–12): Eintaktiges Motiv mit Triller und Tonwiederholung, zweimal abwärtsgehend wiederholt;
- Motiv 3 (Takt 13–16): Fanfarenartiges Motiv in den Oboen und Hörnern mit aufsteigender Linie;
- Motiv 4 (Takt 17–20): „Antwort“ der Streicher auf Motiv 3, ebenfalls mit Triller und Tonwiederholung, jedoch anders als Motiv 2;
- Takt 21–28 wiederholen Motiv 3 und 4;
- Motiv 5 (Takt 28–32): zweitaktiges Motiv mit Staccato-Triolen in den Streichern, bei der Wiederholung im Legato mit Bläserbeteiligung;
- Takt 32–35: Auslaufen mit abgesetzter Triolenbewegung und Trillern; Ende des ersten Teils auf der Dominante C-Dur.

Der zweite Teil stellt eine Wiederholung des ersten Teils dar, wobei jedoch ab Takt 43 (entspricht Takt 9 ff.) die Harmonie auf die Tonika bezogen ist. Während langsame Sätze sonst oftmals in reduzierter Instrumentation gehalten sind, treten hier Oboen und Hörner deutlich hervor und bewirken die besondere Klangfarbe.

„So bringt das Andantio zwar, formal gesehen, zwei (fast) identische Musikabläufe, die als Blöcke hintereinandergestellt werden, ohne sich wirklich zu entwickeln. Doch die Art, wie Mozart seine Oboen und Hörner gegenüber den Streichern klanglich einsetzt – und das damit verbundene Raffinement der Satztechnik –, sind eben gar nicht mehr ‚barockisierend‘ –statisch.“

### Dritter Satz: Presto assai
C-Dur, 6/8-Takt, 116 Takte
Die Audiowiedergabe wird in deinem Browser nicht unterstützt. Du kannst die Audiodatei herunterladen.
Wie auch in anderen Sinfonien dieser Zeit (z. B. KV 199, KV 202; ebenso bspw.  KV 96 und KV 112), greift Mozart für den Schlusssatz auf das erste Thema vom ersten Satz zurück: Der als Bassthema dienende C-Dur – Dreiklang erklingt nun im Unisono-Forte, aber im Rhythmus verändert (Wechsel von Vierteln und Achteln). Diesem Vordersatz steht ein Nachsatz der parallel geführten Violinen im Piano mit kennzeichnendem Wechsel von Staccato und Legato gegenüber. Nach der Wiederholung des Themas beginnt in Takt 13 eine Passage, bei der über durchlaufender Achtelbewegung im Bass betonte Vorhalte und eine Zweiunddreißigstel-Vorschlagsfigur in den Oberstimmen auftreten.
Das zweite Thema (Takt 26–34) im Piano hat tänzerisch-wiegenden Charakter. Im Nachsatz sind neben den Violinen auch die Oboen stimmführend. Im Forte-Tutti schließt eine viertaktige Trillerpassage an, die eine Oktave tiefer piano wiederholt wird (Takt 38–42). Die Schlussgruppe (Takt 42–45) enthält abgwärtsgehende, gebrochene G-Dur-Akkorde im Forte.
Der durch eine Generalpause getrennte Mittelteil (Takt 46–65) bringt drei neuen Motive / Floskeln:
- Frage-Antwort – Motiv im Wechsel von piano und forte;
- kadenzartige Passage mit durch Akkordschlägen gestützten Trillern;
- düster-chromatisch fallende Linie, wird mit Bläserbeteiligung wiederholt.

Die Struktur der Reprise (Takt 66 ff.) entspricht jener der Exposition. Wie auch im ersten Satz, werden keine Satzteile wiederholt.